# Fouzi Lekjaa
Fouzi Lekjaa (en amazighe: ⴼⵓⵣⵉ ⵍⵇⵊⵄ, en arabe : فوزي لقجع), né le 23 juillet 1970 à Berkane (Maroc), est un haut fonctionnaire, dirigeant sportif et homme politique marocain.
Dans le domaine du football, il exerce ses compétences en tant que dirigeant du club RS Berkane. À l'heure actuelle, il occupe la fonction de président de la Fédération royale marocaine de football (FRMF) depuis 2014.
Il atteint aussi des niveaux de responsabilité élevés en tant que deuxième vice-président de la Confédération africaine de football (CAF). Depuis sa nomination en 2017, il supervise la gestion du Complexe Mohammed VI de football. En 2022, il a été à nouveau désigné pour présider le Comité chargé de la candidature conjointe du Maroc, de l'Espagne et du Portugal pour l'organisation de la Coupe du monde 2030.
En 2021, il élu au Conseil International de la FIFA lors de la 43e Assemblée générale ordinaire (AGO) et élective de la CAF. Il occupe également la position de président de la Commission des Finances de la CAF et de vice-président de la Commission chargée de l'organisation des compétitions interclubs et de la gestion du système d'octroi des licences de clubs au sein de la CAF.
Sur le plan politique, il assume depuis 2021, la fonction de Ministre Délégué chargé du Budget au sein du gouvernement d'Aziz Akhannouch. 

## Biographie

### Naissance, jeunesse et études (1970-1998)
Né à Berkane, Fouzi Lekjaa passe toute son enfance dans cette ville, plus particulièrement dans le quartier de Bayon. Il est issu d’une famille de classe moyenne. Il fait partie d'une fratrie de quatre frères studieux : deux de ses frères poursuivent et obtiennent leur baccalauréat à Paris dans les Universités de Sorbonne et Paris-Dauphine. Un troisième frère est diplômé et occupe le statut de docteur en économie. Son père est un ancien enseignant d’arabe ayant entamé sa carrière à Berkane, pendant que sa mère est femme au foyer.
Dans les pas de ses frères, Fouzi est un élève studieux à l'école et obtient son baccalauréat (sciences expérimentales) en 1988, à l'âge de dix-huit ans dans sa ville natale. Passionné de football, il pratique son sport favori chez les espoirs de la RS Berkane. Contraint de délaisser le sport pour consacrer son temps aux études supérieurs, il s'installe à Rabat pour poursuivre ses études. En 1998, il est diplômé en ingénierie agronome à l'Institut agronomique et vétérinaire Hassan-II de Rabat, intégrant ensuite l’École nationale supérieure de l'administration (ENSA), toujours dans la capitale, dans les pas de deux de ses oncles qui ont fréquenté les mêmes universités par le passé,,.

### Débuts dans l'agriculture, la finance et le sport (1998-2009)
Au fur et à mesure, il intègre le Ministère de l'Agriculture et devient responsable de la division du secteur agricole et de la compensation à la direction du budget du Ministère des Finances. Auteur de plusieurs diplômes, il commence sa carrière en tant qu'inspecteur des finances. Il s'occupe alors principalement des finances des départements de souveraineté comme la Défense nationale, l'Intérieur ou encore les Affaires étrangères. Très rapidement, il grimpe les échelons et est nommé responsable de la division du secteur agricole et de la compensation à la direction du budget du Ministère des Finances.
Au fil des années, il devient membre de l'équipe de négociation de l'accord de libre-échange avec les États-Unis, interface entre les Finances et l'Agriculture pour la mise en œuvre du Plan Maroc Vert. Fouzi Lekjaa décroche le poste de directeur adjoint, et sept mois plus tard, de directeur.
En 2000, il reçoit un rôle dans le staff technique de l'équipe de la RS Berkane, club amateur évoluant en troisième division marocaine. Il prend part aux projets d'infrastructure du club et bâtit petit à petit une gouvernance, une organisation et une professionnalisation du club à l'aide de ses ressources financières.
Son travail d'amélioration permet la validation de plusieurs pelouses de la région de Berkane ainsi que le développement de plusieurs clubs amateurs dans les meilleures conditions. Fouzi Lekjaa gagne en notoriété en 2009, lorsqu'il devient le directeur du club de sa ville natale, la RS Berkane. Il met en place un centre de formation basée dans la même ville pour les jeunes talents évoluant dans la ville, mais également ailleurs au Maroc.

### Entrée dans la direction de la RS Berkane (2009-2019)
En 2009, Fouzi Lekjaâ est désigné président de la RS Berkane. Durant la même année, Ali Fassi-Fihri devient président de la FRMF.
Ayant apporté une stabilité financière au sein du club, plusieurs sponsors se présentent. En dix saisons, il parvient à faire monter son club en Botola Pro, dont le club était absent depuis 1984. Il se crée rapidement un lien d'amitié avec Ilyas El Omari, président de club au Chabab Rif Al Hoceima, ayant également le même parcours que Fouzi Lekjaa.
Le RS Berkane connaît en si peu de temps une énorme marge de progression financière et sportive.
En 2011, il décroche le graal et devient le plus jeune directeur du budget du royaume. L’homme tient les cordons de la bourse de l’État.
Le 21 août 2019, il démissionne de son poste de président de la RS Berkane pour donner les commandes à Hakim Benabdellah. Fouzi Lekjaa déclare lors d'une assemblée générale dans le club : « C'est une occasion pour Hakim Benabdellah (...) Je le félicite, et je suis certain qu'il fera mieux que son prédécesseur, car il a tout ce qu'il faut pour réussir et pour poursuivre le travail entamé. ».

### Présidence de la Fédération Royale Marocaine de Football (depuis 2014)

#### Premier mandat: Fondation d'une structure footballistique nationale  (2014-2017)
Depuis le 13 avril 2014, il devient président de la Fédération Royale Marocaine de Football (FRMF) . Il succède ainsi à Ali Fassi Fihri qui réalise un seul mandat (2009-2014). Lors de la désignation de Fouzi Lekjaa en tant que président, l'équipe du Maroc se trouve dans sa pire période footballistique dans son histoire, étant classé à la 81e place au Classement mondial de la FIFA. Lors de cette même année, Fouzi Lekjaa bâtit une volonté politique avec le Roi Mohammed VI. Les deux hommes investissent ensemble dans les projets footballistiques.
Le 13 novembre 2014, la Confédération africaine de football exclut le Maroc de la Coupe d'Afrique des nations qui était prévue en 2015 au Maroc. A quelques mois de la compétition, le Maroc avait fait une demande de reporter de la compétition à la suite de la pandémie du Virus Ebola. Le dossier était entièrement géré par Mohammed Ouzzine, à quelques mois de cette organisation.
Le nouveau président établit rapidement une structure au sein de la fédération en faisant évoluer 16 clubs en Botola Pro et 16 clubs en Botola Pro 2. La classe amateur compte une centaine de clubs organisés en ligue régionale. Au niveau de chaque ligue, il y a en moyenne 120 clubs. Le président oblige chaque club, de tous les niveaux, à disposer d'au moins trois classes de jeunes : les U17, les U20 et les espoirs. Il modernise et professionnalise les développements d'infrastructures dans tout le pays.
En 2016, Lekjaa engage Nabil Layachi en tant que nutritionniste de l'équipe du Maroc.
En mars 2017, Fouzi Lekjaa révèle lors d'une interview avec Maroc Hebdo International avoir comme ambition d'intégrer la Confédération africaine de football pour « rappeler l’histoire et la place du Maroc en tant que grande nation de football au niveau du continent. ».

#### Deuxième mandat: inauguration du centre sportif Maâmoura et deuxième vice-président de la CAF (2017-2022)
Le 24 juillet 2017, il est réélu président de la FRMF pour un nouveau mandat de quatre ans à l'assemblée générale élective tenue à Skhirat. Il tient également son poste de troisième vice-président de la CAF.
Le 30 septembre 2018, Lekjaa apporte officiellement son soutien à Gianni Infantino en compagnie de la CAF pour un nouveau mandat de présidence de la FIFA,.
Le 18 juillet 2019, le comité executif de la CAF désigne Fouzi Lekjaa en tant que deuxième vice-président de la CAF au Caire en Égypte. Le Congolais Constant Omari est élu premier vice-président et le Sudafricain Danny Jordaan le troisième vice-président. Quant à Ahmad Ahmad, il tient son poste de président de la CAF.
En mars 2021, il devient le 4e vice-président de la CAF sur décision de vote. Il est également élu au conseil international de la FIFA.
En décembre 2021, il contacte le président du FC Barcelone, Joan Laporta pour le cas Ez Abde (choix international et libération du joueur pour disputer la CAN 2021). Ce dernier choisit définitivement de jouer pour l'équipe du Maroc, au détriment de l'Espagne mais ne prend finalement pas part à la CAN 2021, malgré sa convocation sur la liste définitive de Vahid Halilhodžić, pour se concentrer avec le FC Barcelone sous Xavi qui lui promet du temps de jeu.

##### Inauguration du complexe Mohammed-VI en 2019
En un temps record de cinq ans (entre 2014 et 2019), Lekjaa, en collaboration avec le roi Mohammed VI, parviennent à lancer la construction du complexe Mohammed-VI à Salé, anciennement appelé centre sportif de Maâmora.
Le complexe s'étale sur 30 hectares et abrite une capacité de 480 jeunes footballeurs. Il compte neuf salles d'entraînement, une salle couverte, une clinique médicale qui s'étale sur 400 mètres carrés. Ce projet a couté 65.000.000 de dollars et est principalement conçu pour les équipes nationales du Maroc de toutes les catégories, qu'elles soient masculines comme féminines.
Il est inauguré le 9 décembre 2019 avec la présence du roi Mohammed VI et de Fouzi Lekjaa. Ce dernier voit le centre comme faisant partie du top 5 des meilleurs complexes footballistiques au monde.

#### Troisième mandat: L'intérêt national suprême (depuis 2022)
Le 14 juin 2022, la presse annonce que Fouzi Lekjaa est candidat unique comme président de la FRMF afin d'effectuer un troisième mandat. La commission électorale de la fédération publie un communiqué affirmant que sa candidature unique répond aux exigences réglementaires.

Les statuts officiels de la FRMF stipulent dans leur article numéro 30 que aucun Président ne saurait exercer plus de deux mandats consécutifs sauf cas exceptionnel :   
Le mandat du président et des membres du Comité directeur est limité à deux mandats successifs, d’une durée de quatre (4) chacun, à l’exception des cas suivants : lorsque son poste dans l'un des organes exécutifs d'une fédération ou d'une union internationale est lié à son poste dans la fédération concernée ou lorsque sa présidence de la fédération concernée est liée à un intérêt national suprême
Lekjaa affirme s’être présenté pour la troisième fois car il est l'incarnation de « l'intérêt national suprême ». L'invocation de « l’intérêt national suprême » avait aussi été utilisée de manière douteuse par Abdeslam Ahizoune qui décide de faire 4 mandats consécutifs à la tête de la Fédération Marocaine d’Athlétisme, au lieu de seulement 2.
En août 2022, Lekjaa limoge le sélectionneur Vahid Halilhodžić de l'équipe du Maroc, pour désigner Walid Regragui en tant que nouveau sélectionneur pour préparer et disputer la Coupe du monde 2022. Cette décision a lieu après de nombreux conflits entre le sélectionneur, avec un grand nombre de joueurs dont Hakim Ziyech, Noussair Mazraoui et Amine Harit. Plus tard en interview, Lekjaa déclare : « L'équipe nationale ne peut pas exclure les footballeurs marocains de haut niveau qui jouent pour des équipes du monde entier, quelle qu'en soit la raison. Ce sentiment était également partagé par le public et les joueurs eux-mêmes. »,.
Le 20 décembre 2022, à l'occasion de son retour du Qatar, il est invité avec le sélectionneur de l'équipe du Maroc et les joueurs au Palais royal de Rabat par le roi Mohammed VI, le prince Hassan III et Moulay Rachid pour être officiellement décoré Ordre du Trône, héritant du grade de commandeur,,,.
Le 16 juin 2023, le roi Mohammed VI attribue à Fouzi Lekjaa, la présidence du Comité chargé de la candidature du Maroc au Mondial 2030, dans le cadre d’une candidature conjointe Maroc-Espagne-Portugal.
Le 27 septembre 2023, Lekjaa parvient à avoir l'attribution de la CAN 2025 au Maroc à l’issue de la réunion des membres du Comité exécutif de la CAF au Caire. L'attribution faisait l'effet d'une concurrence entre le Maroc et l'Algérie, également candidate mais qui se retire un jour avant la date de l'annonce officielle. Après cette victoire, Lekjaa déclare : « Je promet une compétition sûr, paisible, répondant aux normes internationales et dans les meilleures conditions, garantissant une expérience unique à la fois pour les joueurs, les supporters, les visiteurs et pour les téléspectateurs à travers le monde. ».

### Attribution des compétitions sous présidence
Depuis sa présidence en 2014, Fouzi Lekjaa s'occupe de tous les dossiers organisationnels continentaux en tant que responsable, à seule exception de la Coupe d'Afrique des nations 2015 qui était gérée par Ali Fassi-Fihri (jusqu'en 2014) et Mohammed Ouzzine (2014-2015). Fouzi Lekjaa se base sur ses fortes relations avec le roi Mohammed VI, le président de la FIFA Gianni Infantino et le président de la Confédération africaine de football Ahmad Ahmad pour présenter ses projets organisationnels footballistiques sur le territoire marocain.
À la suite de la pandémie de Covid-19, la Coupe d'Afrique des nations des moins de 17 ans et le Championnat arabe des moins de 17 ans prévu au Maroc sont tous les deux annulés,.
En 2023, la responsabilité du comité de candidature du Maroc pour l'organisation de la Coupe du monde 2030 avec l'Espagne et le Portugal lui est donné par le roi Mohammed VI,. Cette candidature est soutenue par la Confédération africaine de football et ses hauts fonctionnaires. Durant la même année, la Coupe d'Afrique des nations 2025 lui est attribuée en dominant largement dans les votes. Il déclare après cette victoire : « Aujourd'hui, le Maroc, à l’unanimité africaine, sans le moindre débat, a l'honneur d'organiser la prochaine édition de la Coupe d'Afrique des Nations, c'est le couronnement d'un travail formidable mené par un Grand Roi. C'est aussi la meilleure récompense pour un peuple passionné de football. ». Il poursuit que l’organisation de la CAN-2025 au Maroc est une première étape qui sera suivie d'une autre, à savoir la candidature pour accueillir la Coupe du monde 2030 conjointement avec l'Espagne et le Portugal. En septembre 2023, Fouzi Lekjaa se réunit avec Pedro Rocha et Fernando Gomes à Madrid pour renforcer la candidature.
| Compétitions majeures | Compétitions mineures | Compétitions de futsal                                      |
| Masculins : A : - Coupe du monde - 2030 (candidat) - Coupe du monde des clubs - 2022 - Coupe d'Afrique des nations - 2025 - Championnat d'Afrique des nations - 2018 U23 : - Coupe d'Afrique des nations - 2023 U17 : - Coupe d'Afrique des nations - 2022 Féminines : A : - Coupe d'Afrique des nations - 2022 | Masculins : A : - Coupe nord-africaine des clubs - 2015 - Trophée des champions - 2017 - Supercoupe d'Espagne - 2018 - Supercoupe de la CAF - 2018 - Coupe arabe des nations - 2029 U17 : - Championnat arabe de football - 2022 - Tournoi de l'UNAF - 2015, 2016 et 2017 Féminines : U20 : - Jeux africains - 2019 - Tournoi de l'UNAF - 2019 | Masculins : A : - Coupe d'Afrique des nations - 2020 - 2024 |

### Ministre du Budget (depuis 2021)
Depuis 2021, Fouzi Lekjaa devient Ministre délégué chargé du Budget dans le gouvernement de Aziz Akhanouch.
En octobre 2022, il juge que la généralisation de la protection sociale devra passer obligatoirement par une réforme de la caisse de compensation . En novembre 2022, Fouzi Lekjaa déclare qu'il n'y aura aucune réforme de la caisse de compensation cette année.
Fin 2022, il présente le budget au parlement pour l'année 2023 dans le cadre du projet de loi de finances (PLF).
Le budget qu'il défend augmente le budget du Ministère de l’Éducation (+10%) et celui du Ministère de la Santé (+20%), tout en lançant la plus forte baisse de l’impôt sur les entreprises de l'histoire du Maroc. L’impôt sur les dividendes du capital est également diminué par deux. Le budget ne présente aucune mesure pour les salariés.
Pour les très petites entreprises (TPE) qui réalisent moins de 300 000 dirhams de profits, l’impôt est en revanche doublé.
Le budget défendu par Fouzi Lekjaa réjouit la grande bourgeoisie mais suscite la colère du petit patronat.
Le 7 août 2023, un article paru dans le Washington Post décrit Fouzi Lekjaâ comme « un chef visionnaire, inspiré et encouragé par Mohammed VI ». Pour argumenter son propos élogieux, le journal américain s'appuie sur les parcours des équipes nationales de football du Maroc lors des Coupes du monde masculine et féminine de 2022 et 2023, vantant la réussite de l'intégration des femmes à travers le sport,.

## Personnalité
Fouzi Lekjaa est largement reconnu pour son engagement et sa passion pour le football marocain, prônant « l'intérêt national suprême ». Il joue un rôle essentiel dans le développement du football marocain en occupant la présidence de la Fédération royale marocaine de football (FRMF). Il est élu trois fois de suite président de la FRMF depuis 2014, et sous sa direction, le Maroc a connu une période de renouveau dans le football, avec des investissements importants dans les infrastructures sportives, le développement des jeunes talents et la modernisation de la ligue marocaine.
Sa personnalité est souvent décrite comme pragmatique et déterminée. Il a travaillé en étroite collaboration avec les autorités marocaines pour soutenir la candidature du Maroc à la Coupe du monde de football en 2026, bien que cette candidature n'ait pas été couronnée de succès. Lekjaa est également impliqué dans des initiatives visant à promouvoir le football féminin au Maroc et à améliorer la performance de l'équipe nationale dans toutes ses catégories inférieures. Il est complimenté par les plus grandes personnalités africaines et internationales comme Mustapha Hadji qui le décrit : « On doit être vraiment aveugle pour ne pas voir les réalisations et le travail accompli par Fouzi Lekjaa au niveau national et continental. ». Entretenant une bonne relation avec les plus grandes instances de football, il participe à plusieurs événements footballistiques en compagnie de Gianni Infantino, président de la FIFA ou encore Arsène Wenger, occupant le poste de directeur de développement de la FIFA,,.
En tant que personnalité publique, Fouzi Lekjaa est également exposé à un certain niveau de controverse et de critique, notamment en ce qui concerne la gestion de la FRMF et la gouvernance du football marocain. Décris par certains médias étrangers comme « nationaliste », il s'en défend et se proclame royaliste, dans les intérêts du royaume et du peuple. Cependant, son rôle dans le développement du sport au Maroc et son engagement envers le football en ont fait une figure influente et incontournable dans le paysage sportif marocain.
Il est généralement décrit comme un individu sérieux, réservé et discret dans sa façon d'être. Sa personnalité est souvent perçue comme calme et réfléchie, ce qui lui permet de prendre des décisions importantes de manière posée. Sachant s'exprimer dans un langage soutenu en français, c'est également le cas dans la langue arabe. Il s'exprime également en anglais et en langues berbères. il fait souvent des apparitions à la télévision marocaine lors des événements sportifs, ne se gênant pas d'allumer une cigarette à partir des tribunes, ce qui lui vaut souvent une certaine exposition médiatique.

## Décorations
- Commandeur de l'ordre du Trône — Le 20 décembre 2022, il est décoré commandeur de l'ordre du Wissam al-Arch[59] — ordre du Trône[60] — par le roi Mohammed VI au Palais royal de Rabat[61].

## Distinctions
- 1994 : lauréat de la filière agronomie option amélioration génétique promotion de l''IAV Hassan-II[4].
- 2017 : homme de l'année 2017 décerné par Maroc Hebdo International[14].
- 2022 : homme de l'année 2022 décerné par Maroc Hebdo International[14].
- 2023 : meilleur président de fédération du monde arabe décerné par Sky News Arabia[62].
- 2023 : récipiendaire du prix de la meilleure sélection africaine masculine de l'année[63].

### Affaires judiciaires

#### Diffamations
Le 13 mai 2014, Fouzi Lekjaa porte plainte pour diffamation à l'encontre d'un quotidien marocain qui publie un article le 9 mai 2014, révélant que Lekjaa aurait accordé 2 marchés d’une valeur de 6 millions de dirhams à des entreprises dont les dirigeants lui sont proches.
Le 10 novembre 2015, il porte de nouveau plainte, cette fois-ci à l'encontre du directeur du média marocain Al Akhbar et son directeur Taoufik Bouâchrine pour diffamation, demandant une interdiction d’exercer durant dix ans et une amende d’1 million de dirhams. Lekjaa reproche à Taoufik d'avoir écrit un article sur la prise de bec entre le chef du gouvernement, Abdel-Ilah Benkiran, et le ministre de l'Agriculture, Aziz Akhannouch, le 22 octobre 2015, lors du Conseil de gouvernement. En cause, 55 milliards de dirhams dédiés au développement du monde rural dont le projet de loi de finances 2016 attribue la gestion à Akhannouch. Dans cela, le journaliste Taoufik Bouâchrine cause pour Benkirane, s’en prenant vigoureusement à Fouzi Lekjaa.
En juin 2018, Fouzi Lekjaa mandate un avocat et dépose plainte pour diffamation à l'encontre de l'ancien international marocain Youssef Rossi. Ce dernier aurait accusé le président de la FRMF de blanchiment d'argent et de détournement de fonds publics via ses réseaux sociaux. Le joueur aurait affirmé que des sommes d’argent auraient été transférées vers des banques suisses. Il dit détenir des « preuves » qui confirment ses allégations. Deux mois plus tard, le tribunal de première instance de Casablanca rend son verdict, condamnant Youssef Rossi de deux mois de prison, une amende de 400.000 dirhams pour Fouzi Lekjaa et une autre amende de 200.000 dirhams pour la Fédération royale marocaine de football,.
En mars 2023, une campagne diffamatoire des supporters du Raja Club Athletic a lieu à l'encontre de Fouzi Lekjaa. Ayant porté plainte pour diffamation à l'encontre de 18 supporters du Raja CA, dont plusieurs mineurs, actifs sur les réseaux sociaux. Ils sont auditionnés par la BNPJ et le procureur du Roi. Le 18 août, le réseau social officiel du Raja CA révèle le retrait de plainte de Fouzi Lekjaa.

#### Plaintes contre l'Algérie
Le 19 septembre 2022, Lekjaa dépose plainte auprès de la Confédération africaine de football et la Fédération internationale de football association contre l'Algérie à la suite d'une bagarre générale survenue le 9 septembre 2022 au Stade Abdelkrim-Kerroum à l'occasion de la finale de la Coupe arabe des nations des moins de 17 ans entre les joueurs de l'Algérie -17 ans et ceux du Maroc -17 ans. La Commission de discipline et d’éthique a condamné la partie algérienne à payer une amende de 120.000 dollars pour l’envahissement du stade par les supporters, et une autre de 25.000 dollars pour leur participation à la rixe post-finale,.
Le 14 janvier 2023, Lekjaa dépose pour la deuxième fois consécutive une plainte auprès de la Confédération africaine de football à l'encontre de l'Algérie à la suite d'un refus des autorités algériennes d'accepter d'accueillir les joueurs de l'équipe du Maroc olympique à Constantine via un vol direct pour disputer le CHAN 2023. Les joueurs, présents à l'Aéroport de Rabat-Salé, regagnent alors leur club. Lekjaa déclare : « Les joueurs se sont préparés depuis des mois, nous avons tout mis en place pour les préparer au mieux, mais en l'absence d'une réponse favorable des autorités algériennes, nous ne pourrons pas disputer le CHAN. Ces jeunes voulaient prendre part à la compétition et démontrer eux aussi leur niveau de jeu avec la volonté de gagner cette compétition comme les précédentes. »,.
Alors que la cérémonie d'ouverture du CHAN 2023 a lieu à Alger, Zwelivelile Mandela (petit fils de Nelson Mandela), mêle les tensions diplomatiques et politiques entre le Maroc et l'Algérie et déclare au micro : « N'oublions pas la dernière colonie d'Afrique : le Sahara (occidental). Luttons pour libérer le Sahara (occidental) de l'oppression. ». À la suite de cela, Fouzi Lekjaa porte une deuxième plainte en un seul mois à l'encontre du pays voisin.
Le 6 mars 2023, Lekjaa interjette appel des décisions du jury disciplinaire de la CAF, qui ne sanctionne ni l'Algérie, ni le Maroc, à la suite du discours provocateur lors de la cérémonie d'ouverture du CHAN 2023 à Alger. Il conteste en déclarant sur Radio Mars : « Nous avons terminé les procédures du dossier d'appel et avons contesté ces décisions devant la commission d'appel de la CAF, comme l'autorise la loi. Le Maroc n'acceptera pas l'humiliation (...) surtout dans tout ce qui touche à son intégrité territoriale. »,.

#### Divers
En février 2017, sa villa est cambriolée dans la ville de Témara. Les ravisseurs s'enfuient avec somme d'argent liquide et de bijoux d'une valeur d'environ 1,25 million de dirhams. Une plainte est alors déposée par Fouzi Lekjaa auprès des services de la police locale.
Le 28 juin 2018, à l'occasion de la Coupe du monde 2018 en Russie avec la participation du Maroc, il saisit la FIFA en écrivant une lettre à Gianni Infantino, soulignant que l'arbitrage a été mauvais lors des matchs de poule du Maroc (éliminé au premier tour),.
Le 6 août 2019, la Confédération africaine de football innocente Fouzi Lekjaa d'une plainte déposée par la Fédération éthiopienne de football pour une tentative d'agression envers l'arbitre Bamlak Tessema Weyesa en marge de la finale de la Coupe de la confédération 2019 jouée le 26 mai 2019 entre la RS Berkane et le Zamalek SC. Grâce à des manques de preuves, Fouzi Lekjaa s'en sort sans sanctions disciplinaires. L'arbitre déclare le 22 juillet 2019 : « Je veux me concentrer sur ma carrière d'arbitre. Je ne veux pas perdre beaucoup de temps à me déplacer de bureau en bureau en quête de mesures disciplinaires. Donc, sans intervention d'aucun tiers, je le pardonne. ».

### Documentaires et interviews
- [vidéo] في قفص الاتهام ...فوزي لقجع (الحلقة الكاملة), avec MedRadio, 2014
- [vidéo] لقجع : إفريقيا وآسيا تدعمان ترشيحنا للمونديال avec Ahdath Info, YouTube, 2017
- [vidéo] Fouzi Lakjaa : un Marocain à la CAF avec Medi 1 TV, YouTube, 2017
- [vidéo] Fouzi Lekjaa : La FRMF ne peut être forte qu’à travers des clubs structurés et puissants avec Matin TV, YouTube, 2020
- [vidéo] FOOT : Entretien avec Fouzi Lekjaa, Président de la Fédération Royale Marocaine de Football avec Alain Foka, YouTube, 2021